# 月球屋
《月球屋》（英語：Moonhouse）是瑞典艺术家米开尔·甘博格（Mikael Genberg）所发起的一项众筹雕塑艺术项目。该项目欲图将一座红色房子送上月球，并创造人类在月球上的首场艺术展览。这个项目目前为止还仅仅是一项计划。
月球屋是一座高约2.5米，并可以自动组装的红色墙面、白色墙角样式的房屋，来源于瑞典传统民居样式。项目小组正计划着通过众筹项目获得1536万美元资金，并于2015年底，和位于美国匹兹堡的Astrobotic科技公司一起使用SpaceX公司的猎鹰9号火箭（Falcon 9）将这一项目送上太空。

## 概况
Mikael Genberg曾制作过许多类似月球屋的红房子雕塑，在15年之前，他已有将这个项目送上月球的想法，但由于缺乏资金，因此而中断。2014年5月28日（当地时间），甘博格宣布这一项目将作为众筹项目而重新开始运作，并计划筹集1536万美元资金，他們說，每一美元，將令這一項目更接近月球25米。
預計，該項目將於2015年10月發射，在月球着陆之前，月球屋被设计成一个鞋盒大小的包裹，着陆之后，这个艺术装置将展开并自动组装成为一个大约2.5米高的、有白色墙角的红房子。预计月球屋整个组装过程将花费5至15分钟。而Astrobotic公司则计划使用高清摄像机从月球表面监视月球屋的组装过程。后者正准备在月球东北部考察死湖的地下空洞。

## 目的和意義
評論家對Mikael Genberg的觀點表示贊同，認為這一項目若取得成功，將打破人們的心理界限，作為所有人都能參與的眾籌項目，能夠開拓人們對於“能做成什麽事情的感知”并打破懷疑人類曾登上月球的陰謀論。